# Teatre dels Estats
El Teatre dels Estats (en txec Stavovské divadlo) és un teatre històric de Praga, República Txeca. Va ser annexionat al Teatre Nacional el 1948 i actualment es basa en tres conjunts artístics, òpera, ballet i drama, que actuen al Teatre dels Estats, al Teatre Nacional i al Teatre Kolowrat (edifici independent del Palau Kolowrat).

## Història
El Teatre dels Estats es va construir a finals del segle xviii en resposta al pensament de la il·lustració sobre l'accés general al teatre i els mateixos teatres demostrant els estàndards culturals d'una nació. El Teatre dels Estats va ser dissenyat per Anton Haffenecker i construït en poc menys de dos anys per l'aristòcrata František Antonín, comte Nostitz Rieneck.

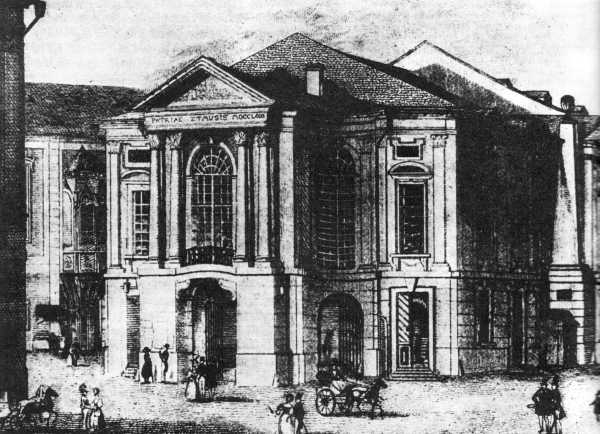
El Teatre dels Estats el 1797

El primer teatre públic de Praga, el teatre Sporck, va funcionar des del 1724 fins al 1735. El propietari d'aquest teatre, el comte Franz Anton von Sporck, va permetre l'ús gratuït d'aquest per subvencionar l'empresa comercial de l'impresari venecià Antonio Denzio. El següent teatre comercial, el Kotzentheater o Divadlo v Kotcích, va funcionar esporàdicament entre 1739 i 1783 sota una sèrie d'empresaris italians. El tancament definitiu del Kotzentheater va coincidir amb l'obertura del Nostitzsches Nationaltheater del comte Nostitz. El teatre es va inaugurar el 1783 amb una representació de la tragèdia Emilia Galotti del dramaturg alemany Gotthold Ephraim Lessing. L'edifici es va construir en un estil neoclàssic i continua sent un dels pocs teatres europeus que es conserven en el seu estat gairebé original fins als nostres dies. El seu lema, Patriae et Musis ("A la pàtria i a les muses"), que s'inscriu a sobre del portal, també s'ha de fer notar que reflecteix les intencions originals del seu creador.
El Teatre dels Estats ha sofert diversos canvis en la seva història. Va adquirir el nom de Teatre Reial desl Estats el 1798, quan va ser comprat pels Estats de Bohèmia. Amb l'obertura del Teatre Provisional el 1862, el conjunt txec va marxar i el Teatre dels Estats es va dedicar a un conjunt únicament alemany i va passar a anomenar-se Deutsches Landestheater (teatre provincial alemany). Durant el període comprès entre 1920 i 1948, el teatre va recuperar el nom de Teatre dels Estats i es va afiliar al Teatre Nacional. El 1948 el teatre va passar a anomenar-se Teatre Tyl (en honor del dramaturg JK Tyl) i es coneixeria com a tal fins al 1990 quan, al final d'un projecte de reconstrucció de vuit anys, va passar a ser conegut de nou com a Teatre dels Estats.

## Produccions i artistes

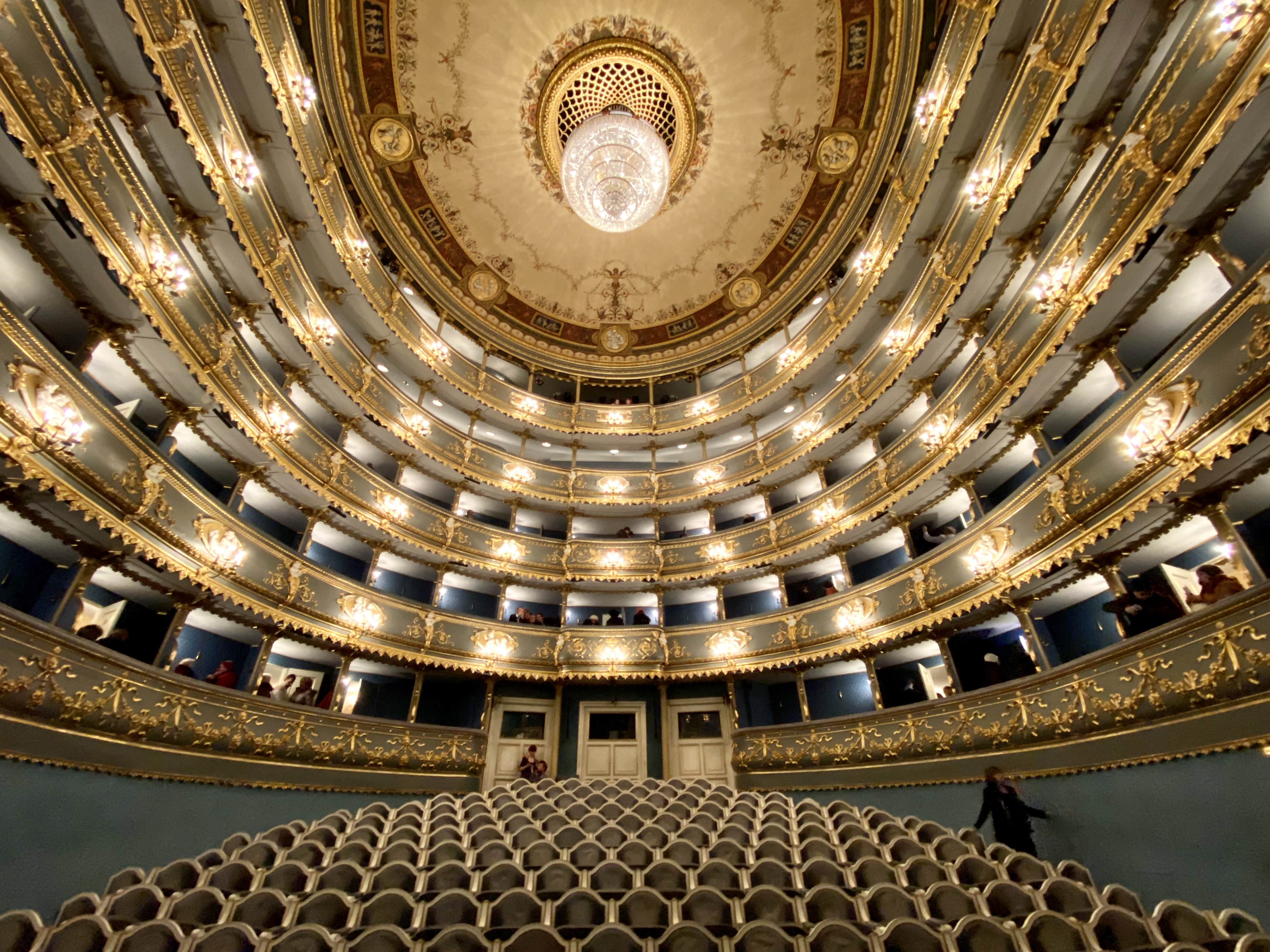
Vista interior

Mentre que el teatre es va construir inicialment amb la intenció de produir drames alemanys i òperes italianes, també es van escenificar obres en altres idiomes. Les produccions txeques es van escenificar per primera vegada el 1785 per aconseguir un públic txec més ampli, però cap al 1812 es van convertir en una característica habitual del diumenge i les festes matinals. El caràcter una mica polític d'aquestes actuacions va donar lloc després a la idea de fundar un Teatre Nacional després de 1848 amb la derrota de la revolució i la marxa de JK Tyl. Molts dels dramaturgs fundadors txecs van participar en el Teatre dels Estats, com els germans Thám (Karel i Václav), JK Tyl, Ján Kollár, etc. La primera òpera moderna txeca, Dráteník de František Škroup, es va escenificar aquí el 1826 i el 1834 l'estrena de la cançó Kde domov můj ("On és la meva pàtria?") va ser interpretat pel baix Karel Strakatý (amb lletra de Tyl, música de Škroup), que després es convertiria en l'himne nacional txec.
El Teatre dels Estats no es limitava als participants nadius; molts artistes europeus famosos també hi van ser actius. Compositors com Carl Maria von Weber, Anton Rubinstein, Karl Goldmark i Gustav Mahler hi van actuar. Altres noms famosos són els actors AW Iffland, F. Raimund, JN Nestroy, juntament amb la cantant d'òpera Angelica Catalani i el virtuós de violí Niccolò Paganini.
Una de les moltes reivindicacions de la glòria del Teatre dels Estats és el seu fort vincle amb Wolfgang Amadeus Mozart, que hi va fer l'estrena mundial de la seva òpera Don Giovanni l'octubre de 1787. A més, el 1791, La clemenza di Tito de Mozart va ser escenificada aquí per primera vegada en públic per celebrar la coronació de l'emperador Leopold II. És l'únic teatre que queda en peu on actuava Mozart.
Anton Jaich, escenògraf, va treballar aquí des de 1846 fins a 1861.

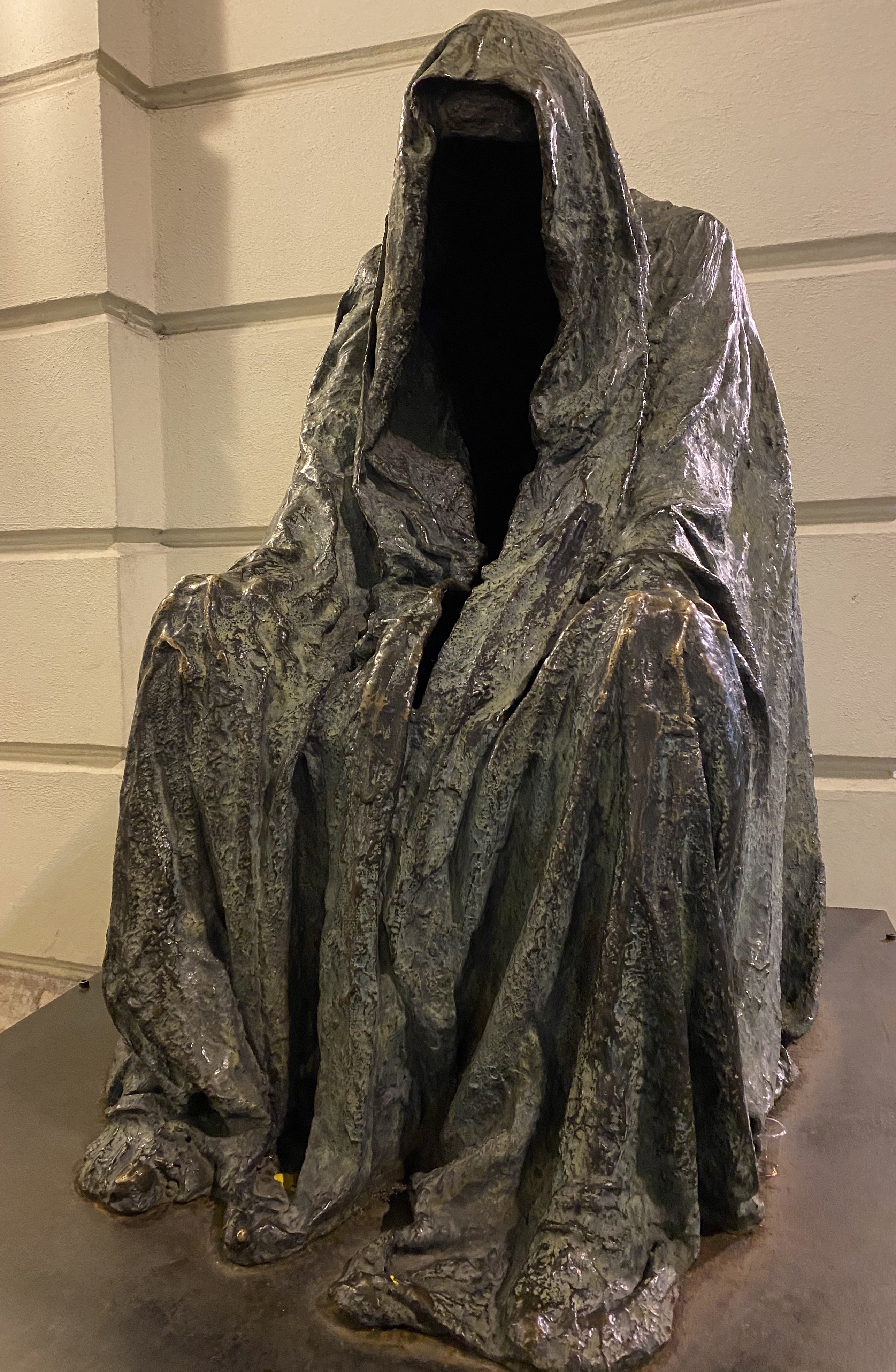
Estàtua del Commendatore fora del Teatre dels Estats

## Història recent
El Teatre dels Estats ofereix actualment actuacions de drames, ballets i òperes amb el focus de la companyia d'òpera en l'obra de Wolfgang Amadeus Mozart. La reivindicació de la fama més contemporània prové de la pel·lícula guanyadora de l'Oscar Amadeus, dirigida pel director txec Miloš Forman. Les escenes de Mozart a Praga van ser rodades al Teatre dels Estats per la seva autenticitat.
Com que WA Mozart va dirigir l'estrena de la seva òpera Don Giovanni al Teatre dels Estats de 1787, l'estàtua fantasma de fora del teatre representa el personatge de l'òpera Il Commendatore.